# Großer Dorfsee
Großer Dorfsee (nazwa historyczna: Blanker See) – jezioro w południowo-wschodniej części Frankfurtu nad Odrą, w dzielnicy Güldendorf.
Od północy dochodzi do niego ulica Seestraße, od południa zaś Hinter dem See.